# Astronesthes fedorovi
Astronesthes fedorovi és una espècie de peix de la família dels estòmids i de l'ordre dels estomiformes.

## Hàbitat
És un peix marí i d'aigües temperades que viu fins als 500 m de fondària.

## Distribució geogràfica
Es troba al nord-oest del Pacífic.